# Circondario di Cuxhaven
Il circondario di Cuxhaven (targa CUX) è un circondario (Landkreis) della Bassa Sassonia, in Germania.
Comprende 4 città e 54 comuni.
Capoluogo e centro maggiore è Cuxhaven.

## Storia
Il circondario di Cuxhaven venne creato nel 1977 dall'unione della città extracircondariale di Cuxhaven con i circondari rurali di Land Hadeln e di Wesermünde.

## Geografia antropica

### Città
- Cuxhaven (grande città indipendente) (48 318)
- Geestland (31 304)

### Comuni
1. Beverstedt (13 608)
2. Hagen im Bremischen (11 110)
3. Loxstedt (16 441)
4. Schiffdorf (14 665)
5. Wurster Nordseeküste (17 164)

### Comunità amministrative (Samtgemeinde)
- Samtgemeinde Börde Lamstedt, con i comuni:

1. Armstorf (682)
2. Hollnseth (870)
3. Lamstedt * (3 371)
4. Mittelstenahe (615)
5. Stinstedt (557)

- Samtgemeinde Hemmoor, con i comuni:

1. Hemmoor (città) (8 843)
2. Hechthausen (3 457)
3. Osten (1 751)

- Samtgemeinde Land Hadeln, con i comuni:

1. Belum (783)
2. Bülkau (835)
3. Cadenberge (4 118)
4. Ihlienworth (1 515)
5. Neuenkirchen (1 302)
6. Neuhaus (comune mercato) (1 096)
7. Nordleda (1 038)
8. Oberndorf (1 378)
9. Odisheim (475)
10. Osterbruch (477)
11. Otterndorf città* (7 443)
12. Steinau (792)
13. Wanna (2 220)
14. Wingst (3 375)